# Tremolo

Ký nhạc tremolo

Trong âm nhạc, tremolo (phát âm tiếng Ý: [ˈtrɛːmolo]) hoặc tremolando ([tremoˈlando]), là một hiệu ứng rung. Có hai loại tremolo.
Đầu tiên là một sự lặp lại nhanh chóng:
- của một nốt nhạc, đặc biệt được sử dụng trên các nhạc cụ dây kéo bằng vĩ, bằng cách nhanh chóng di chuyển vĩ qua lại; gảy đàn như trên đàn hạc, nơi nó được gọi là bcdigliando (phát âm tiếng Ý: [bizbiʎˈʎando]) hoặc "thì thầm"; và gảy tremolo, trong đó một nốt duy nhất được lặp lại cực kỳ nhanh chóng với một phím gảy (hoặc "pick") trên các nhạc cụ dây gảy truyền thống như guitar, mandolin, v.v.
- giữa hai nốt hoặc hợp âm xen kẽ, một sự bắt chước (không bị nhầm lẫn với một trill) của phần trước đó là phổ biến hơn trên các nhạc cụ bàn phím. Các nhạc cụ Mallet như marimba có thể dùng một trong hai phương pháp.
- một cuộn trên bất kỳ nhạc cụ gõ nào, cho dù được điều chỉnh hoặc chưa được chỉnh sửa.

Một loại tremolo thứ hai là một biến thể về biên độ:
- như âm thanh tạo ra trên đàn organ nhờ dùng tremulants
- sử dụng hiệu ứng điện tử trong bộ khuếch đại guitar và bàn đạp hiệu ứng giúp nhanh chóng tăng âm lượng tín hiệu lên xuống, tạo ra hiệu ứng "rùng mình"
- một sự bắt chước giống nhau của các dây trong đó các xung được thực hiện theo cùng một hướng cung
- một kỹ thuật thanh nhạc liên quan đến một âm rung rộng hoặc chậm, không bị nhầm lẫn với trillo hoặc "Monteverdi trill"